# 미시간 준주
미시간 준주(Michigan Territory)는 1805년 6월 30일부터 1837년 1월 26일까지 미국의 자치령, 즉 준주였다. 1837년 미합중국 26번째 주로 승격하여 미시간주가 되었다. 준주의 주도는 디트로이트였다.

## 역사
유럽인들의 도래와 함께, 미시간은 먼저 프랑스의 식민지로, 영국의 지배 하에 들어갔다. 미국 독립 전쟁에 이어, 미국 일부 연방이 이 지역의 영유권을 주장하고 싸웠다. 1779년, 버지니아 연방은 미시시피강 동쪽, 오하이오 강 북쪽의 애팔래치아산맥의 서쪽의 모든 영토를 일리노이주로 자신들의 연방에 속한다고 주장했다. 그러나 실무 영역을 수행하는 것 카운티 정부는 실제로는 큰 강가에 있던 원래 프랑스 개척지 지배에 머물고 있었다. 다른 연방, 뉴욕, 코네티컷 및 매사추세츠 각 연방도 이 지역의 영유권을 주장하게 되었다.

## 같이 보기
- 북서부 영토
- 인디애나 준주
- 일리노이 준주
- 위스콘신 준주